# Camphorosma acuta
Camphorosma acuta är en amarantväxtart som beskrevs av Carl von Linné. Camphorosma acuta ingår i släktet Camphorosma och familjen amarantväxter. Inga underarter finns listade i Catalogue of Life.